# Gloria Mundi
Gloria Mundi (с лат. — «Мирская слава») — британская группа, исполнявшая панк-рок и ранний готик-рок. Некоторыми музыкальными критиками считается первой готической группой в истории. Название коллектива происходит от латинской фразы «Sic transit gloria mundi».

## История
Коллектив был основан вокалистом Эдди Мэловом и вокалисткой Саншайн Паттесон. Изначальный состав был представлен также гитаристом Питом Вэссом, известным под псевдонимом «Бетховен», басистом Роландом Окслендом, выступавшим под именем «Айс», ударником Майком Николлсом и саксофонистом, скрывшимся за инициалами си си (cc). На раннем этапе своей деятельности группа играла панк-рок, однако уже на первом альбоме Gloria Mundi, вышедшем в 1977 году и названном I Individual, прослеживались тенденции к постпанковому звучанию.
После выхода дебютного диска команду покинули Вэсс и Оксленд; их место заняли, соответственно, гитарист Кёрби и басист Найджел Росс Скотт. В изменённом составе коллектив выпустил второй альбом The Word Is Out (1978) и несколько синглов, а также активно выступал в различных британских клубах. Музыканты Gloria Mundi впервые использовали некоторые элементы готического стиля в своём сценическом образе; группа Bauhaus сменила свой имидж именно после совместного выступления с ними.
В 1979 году коллектив распался. Эдди Мэлов и Саншайн Паттесон продолжили сотрудничество в собственной группе Eddie and Sunshine, выпустившей два альбома в ранних 1980-х.

## Стиль, влияние
По мнению известного исследователя готической субкультуры Мика Мёрсера, Gloria Mundi — «безоговорочно первая готическая группа», напрямую повлиявшая на раннее творчество и сценический имидж Bauhaus. Как считает Мёрсер, музыку Gloria Mundi можно сравнить с ранним творчеством Christian Death.
Мэллори О’Доннелл из Stylus Magazine также заметила, что группу иногда считают одной из предшественниц «первой волны» готик-рока, однако это утверждение трудно проверить из-за малоизвестности коллектива.

## Дискография

### Студийные альбомы
- I Individual (1977)
- The Word Is Out (1978)

### Синглы
- «Fight Back/Do It» (1978)
- «Glory of the World/Nothing to Say» (1978)
- «YY?/Do You Believe?» (1979)
- «Dangerous to Dream/Temporary Hell» (1979)